# Paul Stroop
Paul David Stroop (ur. 30 października 1904 w Zanesville, zm. 17 maja 1995 w Coronado) – amerykański wojskowy, wiceadmirał United States Navy, lotnik morski, uczestnik II wojny światowej i wojny koreańskiej, szef Bureau of Naval Weapons w latach 1959–1962 oraz sił powietrznych Floty Pacyfiku w latach 1962–1965.

## Życiorys
Paul D. Stroop ukończył Akademię Marynarki Wojennej w 1926 roku. Służył na pokładzie pancernika „Arkansas”, w Washington Navy Yard oraz bazie sił powietrznych marynarki w Hampton Roads. Rok później ukończył kurs pilotażu. Po odbyciu studiów podyplomowych na Akademii Marynarki Wojennej, służył w dywizjonach bombowców pokładowych na lotniskowcach „Ranger” i „Lexington” oraz jako pilot wodnosamolotu pokładowego krążownika „Portland”. Brał udział w bitwie na Morzu Koralowym, zakończonej zatopieniem Lady Lex.
Od lutego 1944 roku był oficerem sztabowym admirała Kinga, uczestniczył w konferencjach w Québecu, na Malcie, w Jałcie i w Poczdamie. Był odznaczony Legią Zasługi.
W latach 1945–1946 dowodził Piątą Flotą na zachodnim Pacyfiku. W czasie wojny koreańskiej dowodził lotniskowcem „Princeton”, otrzymując po raz drugi Legion of Merit. W 1952 roku awansował do stopnia kontradmirała (Rear Admiral). W 1959 roku został szefem nowo utworzonego Bureau of Naval Weapons. W 1962 roku, w stopniu wiceadmirała (Vice Admiral), objął dowodzenie siłami powietrznymi Floty Pacyfiku. Pozostawał na tym stanowisku do przejścia w stan spoczynku w 1965 roku. Na emeryturze pracował jako konsultant w Ryan Aeronautical Company w San Diego.
Był dwukrotnie żonaty, miał dwóch synów i dwie córki. Zmarł w 1995 roku w Coronado Hospital w Coronado w Kalifornii.